# 夏昌谦
夏昌谦（1942年11月—2020年4月26日），字云巢，男，湖北监利人，生于四川重庆，中国书法家。工楷草，擅篆刻。曾任巴渝印社社长、重庆市书法家协会副主席，中国书法家协会理事。

## 生平
1942年生于四川重庆。幼承庭训临帖习字。早年师从书画名家晏济元、许伯建、黄笑芸。曾在四川重庆电子手表厂工作。1989年6月任重庆市书法家协会副主席。1995年任巴渝印社社长。2014年在巴渝文化会馆举办“花甲蒙童——夏昌谦书画艺术展”。2020年4月26日凌晨2时33分在成都华西医院逝世。

## 评价
夏昌谦和郭显中、邓成用、高济民、武辉夏、安为年、程重赓、杨必位合称为“山城八仙”。